# Lijst van trainers van FC Utrecht (vrouwen)
Deze lijst omvat de voetbalcoaches die de vrouwen van de Nederlandse club FC Utrecht hebben getraind van 2007 tot 2014 en van 2023 tot op heden.
| Seizoen | Trainer(s)          | Prijzen    | Bijzonderheden           |
| ------- | ------------------- | ---------- | ------------------------ |
| 2025/26 | Linda Helbling      |            | 0                        |
| 2024/25 | Linda Helbling      |            | 0                        |
| 2023/24 | Linda Helbling      |            | 0                        |
|         |                     |            |                          |
| 2013/14 | Jürgen Schefczyk    |            | 0                        |
| 2012/13 | Jürgen Schefczyk    |            | 0                        |
| 2011/12 | Mark Verkuijl       |            | 0                        |
| 2010/11 | Mark Verkuijl       | Supercup   | 0                        |
| 2009/10 | Mark Verkuijl       | KNVB Beker | 0                        |
| 2008/09 | Maria van Kortenhof |            | 0                        |
| 2007/08 | Maria van Kortenhof |            | Eerste hoofdtrainer ooit |